# Rejencja poznańska (1815–1920)

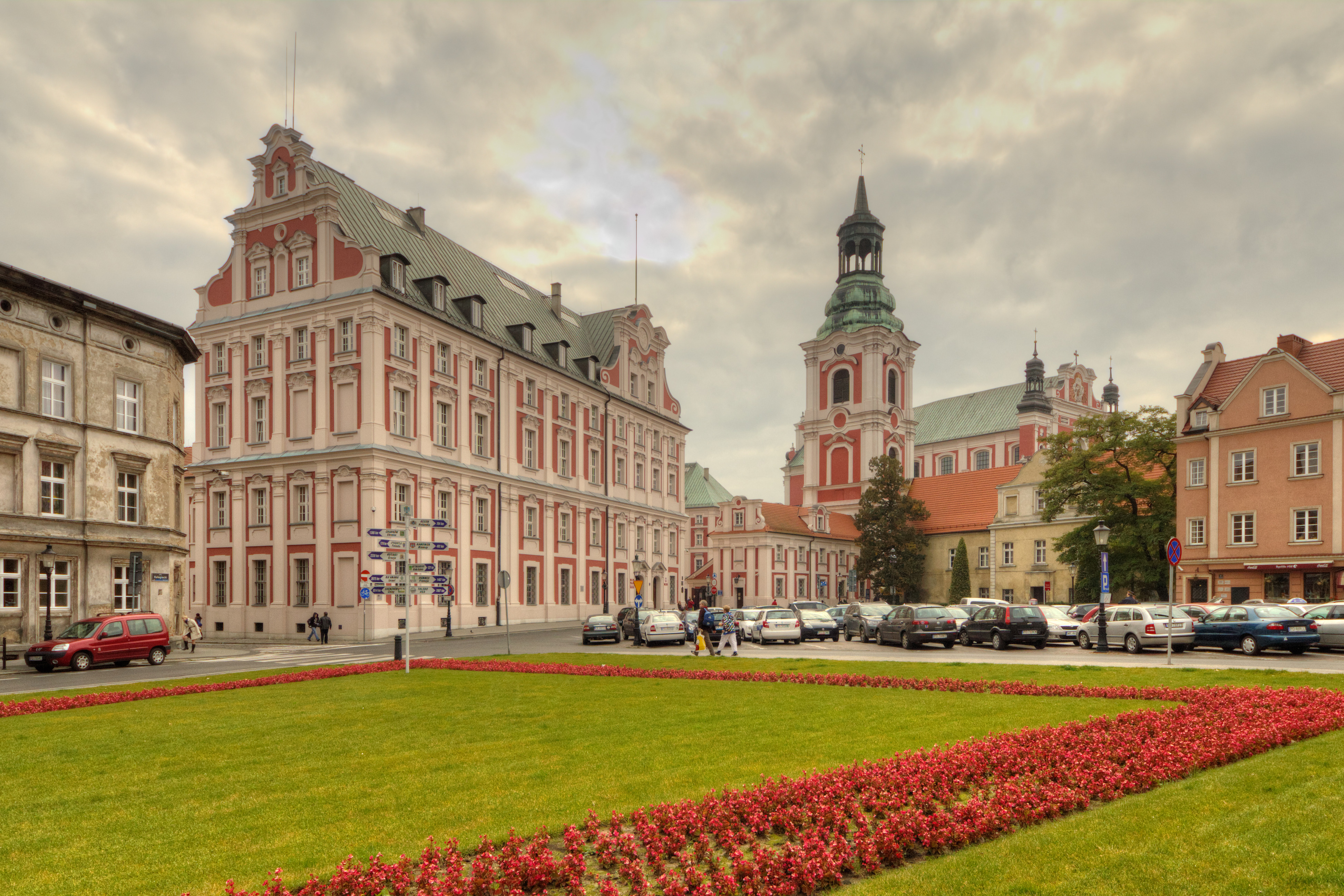
Siedziba rejencji w Poznaniu

Rejencja poznańska (niem. Regierungsbezirk Posen) – dawna rejencja pruska utworzona w 1815 r. w Wielkim Księstwie Poznańskim, od 1848 r. w Prowincji Poznańskiej. Po I wojnie światowej większość jej obszaru przypadła Polsce i weszła w skład nowo utworzonego województwa poznańskiego. Pozostałe przy Niemczech fragmenty utworzyły Marchię Graniczną Poznań-Prusy Zachodnie.

## Podział administracyjny[2]

### Podział w latach 1815–1887

#### Powiaty grodzkie
- Posen (Poznań)

#### Powiaty ziemskie
- Powiat Adelnau (Odolanów),
- Powiat Birnbaum (Międzychód),
- Powiat Bomst (Babimost),
- Powiat Buk,
- Powiat Fraustadt (Wschowa),
- Powiat Kosten (Kościan),
- Powiat Kröben (Krobia),
- Powiat Krotoschin (Krotoszyn),
- Powiat Meseritz (Międzyrzecz),
- Powiat Obornik (Oborniki),
- Powiat Pleschen (Pleszew),
- Powiat Posen (Poznań),
- Powiat Samter (Szamotuły),
- Powiat Schildberg (Ostrzeszów),
- Powiat Schrimm (Śrem),
- Powiat Schroda (Środa Wielkopolska),
- Powiat Wreschen (Września) (do 1820 Powiat Peysern),

### Podział w latach 1887–1920

#### Powiaty grodzkie
- Posen (Poznań)

#### Powiaty ziemskie
- Powiat Adelnau, (Odolanów)
- Powiat Birnbaum, (Międzychód)
- Powiat Bomst, (Babimost)
- Powiat Fraustadt, (Wschowa)
- Powiat Gostyn, (Gostyń)
- Powiat Grätz, (Grodzisk Wielkopolski)
- Powiat Jarotschin, (Jarocin)
- Powiat Kempen i. Posen, (Kępno)
- Powiat Koschmin, (Koźmin Wielkopolski)
- Powiat Kosten, (Kościan)
- Powiat Krotoschin, (Krotoszyn)
- Powiat Lissa, (Leszno)
- Powiat Międzyrzecz, (niem. Kreis Meseritz)
- Powiat Neutomischel, (Nowy Tomyśl)
- Powiat Obornik, (Oborniki)
- Powiat Ostrowo, (Ostrów Wielkopolski)
- Powiat Pleschen, (Pleszew)
- Powiat Posen-Ost, (Poznań)
- Powiat Posen-West, (Poznań)
- Powiat Rawitsch, (Rawicz)
- Powiat Samter, (Szamotuły)
- Powiat Schildberg, (Ostrzeszów)
- Powiat Schmiegel, (Śmigiel)
- Powiat Schrimm, (Śrem)
- Powiat Schroda, (Środa Wielkopolska)
- Powiat Schwerin (Warthe), (Skwierzyna)
- Powiat Wreschen (Września)